# Lopholejeunea recurvata
Lopholejeunea recurvata är en bladmossart som beskrevs av Mizut.. Lopholejeunea recurvata ingår i släktet Lopholejeunea och familjen Lejeuneaceae. Inga underarter finns listade i Catalogue of Life.